# Cabine Fiat « baffo »
La cabine Fiat « baffo », apparue en 1955, a été l'emblème des camions Fiat V.I.. Cette cabine est de type avancée, type cher à la marque depuis 1939. Elle a été étudiée pour satisfaire au nouveau code de la route italien publié en juillet 1952 imposant de nouvelles règles à la suite de la ratification par l'Italie de la convention de Genève sur les règles internationales de circulation arrêtées en fin d'année 1949.
Le nouveau code de la route italien du 26 juillet 1952 imposait en effet des règles très strictes. Il définissait les types de routes, la nature des véhicules pouvant circuler sur chaque type de chaussée, mais également les dimensions et poids des véhicules de transport des personnes et des marchandises, la hauteur du pare-chocs avant par rapport à la route, des phares avant ronds, de la cabine, l'implantation des clignotants et de leurs répéteurs latéraux, le sens d'ouverture des portières, l'obligation d'avoir le volant du côté droit pour obliger les chauffeurs à serrer au maximum le bord de la chaussée, etc.
C'est ainsi que les poids lourds italiens ont vu leur charge à l'essieu passer à 4 tonnes sur un essieu simple, 10 tonnes pour une essieu jumelé et 20 tonnes pour le tamdem. La charge totale maximale au sol étant de 14 tonnes pour un 4x2, 18 tonnes pour un 6x2 (version la plus courante en Italie pour un véhicule isolé) et 22 tonnes sur un porteur dans une configuration typiquement latine, que l'on retrouve aussi en Espagne, avec 4 essieux : 2 essieux directeurs avant, un essieu moteur jumelé et un essieu simple autodirecteur arrière. La remorque pouvant recevoir aussi 4 essieux et 22 tonnes de PTC.
Les camions de chantier du BTP ou devant transporter des charges indissociables, comme les éléments préfabriqués de béton, le béton dans un malaxeur, des blocs de marbre ou des produits sidérurgiques, pouvaient circuler en version 6x4 avec un PTC de 30 tonnes ou 8x4 avec un PTC de 36 tonnes, soit plus qu'un semi-remorque en France !
Les semi-remorques étaient très peu diffusés en Italie à l'époque, un peu aussi parce que pas très favorisés par les charges autorisées et par la longueur maximale imposée aux remorques. La configuration type italienne avec un tracteur 4x2 et une remorque avec un tandem ou un essieu jumelé plus un essieu autodirecteur, disposait d'un PTRA de 36 tonnes, loin des 44 tonnes d'un train routier.

## Générations
La cabine Fiat « baffo » a connu deux générations :
- la 1re génération (1955 - 1960)

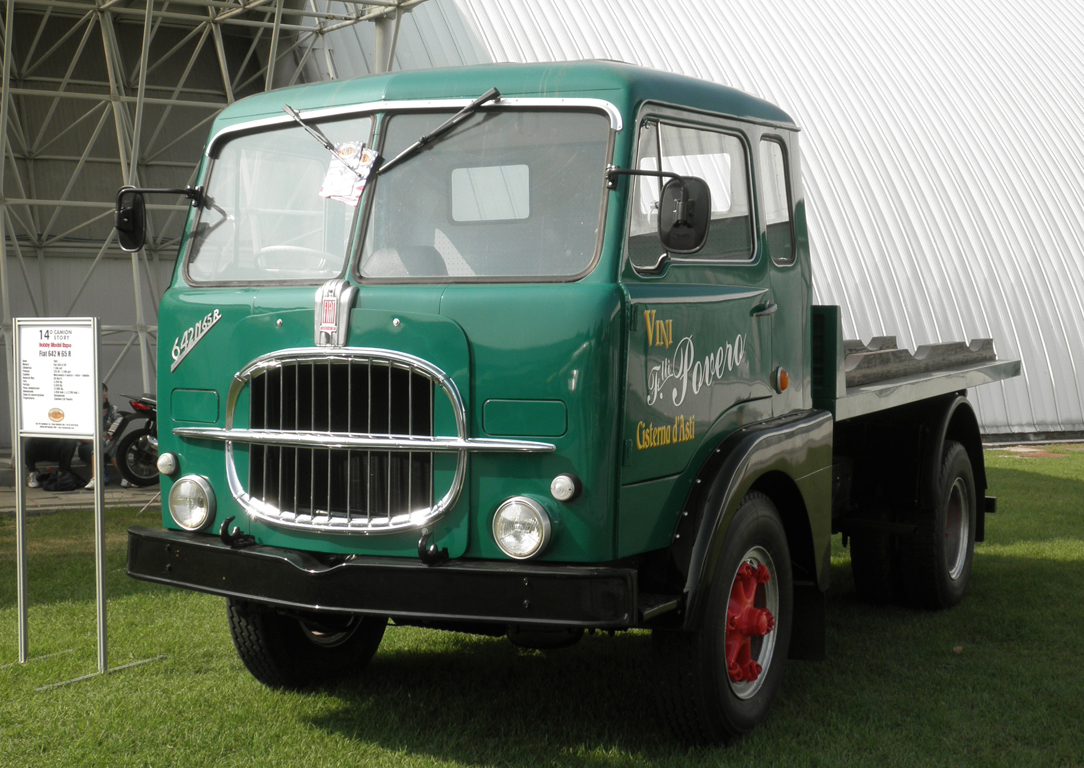
Cabine Fiat « baffo » 1re génération

Cette cabine lancée en 1955 est de type avancé avec sur sa face avant la barre transversale chromée caractéristique qui coupe horizontalement la calandre à barreaux chromés verticaux. Certains l'ont baptisée le camion qui rit. Une autre caractéristique typique des camions italiens de l'époque, la position des essuie glaces, fixés au-dessus du pare-brise. L’intérieur de la cabine était très bien organisé avec, au centre le capot isolé couvrant le moteur, le poste de conduite à droite, et le fauteuil du passager à gauche avec appuie-tête intégré. À l'arrière se trouvait, sur les versions longs courriers, un ou 2 lits superposés selon les règles de l'époque, pour limiter la durée de la conduite et assurer la sécurité des deux chauffeurs. Le tableau de bord, derrière le volant et face au chauffeur constitué d'une plaque métallique regroupait le compteur de vitesses avec compteur kilométrique journalier et total et le compte-tours circulaire  plus les témoins lumineux des feux de croisement et de route, le rappel des clignotants, le témoin du frein de stationnement et le contrôle du compresseur d'air comprimé des freins. Il y avait le levier de vitesses qui comprenait 4 rapports avant et la marche arrière plus un levier pour les demi-vitesses. Sur cette première version, un levier permettait d'actionner manuellement le frein moteur en agissant directement sur les soupapes d'échappement afin de ne pas abuser des freins à tambours de service. Un autre petit levier était l'accélérateur à main, pour le maintien du régime en phase de démarrage par grand froid.
La cabine de 1955 avait ses portières ouvrant face au vent (portes suicides) obligatoires dans tous les pays à l'époque et des vitres coulissantes. La version modifiée de 1956 bénéficia des vitres descendantes et une fine grille fit son apparition derrière les barreau verticaux de la calandre.
- la 2de génération (1959 - 1974)

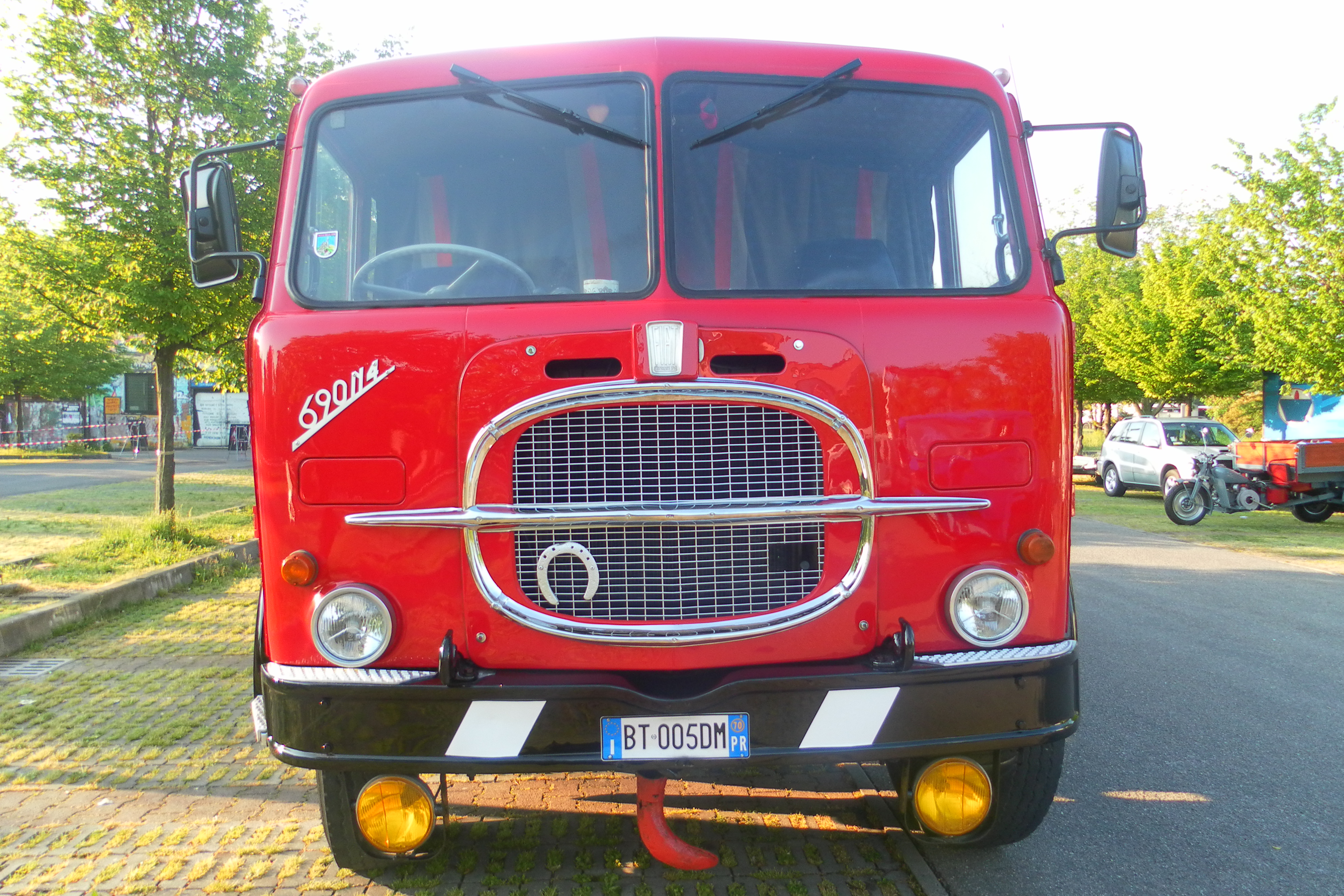
Cabine Fiat « baffo » 2e génération

Dans cette seconde génération, Fiat se conforma aux nouvelles dispositions du code de la route qui 
apportait quelques rares modifications comme l'ouverture des portières en sécurité contre le vent,
Le levier manuel du frein moteur fut remplacé par une commande au pied. L'isolation de la cabine a été renforcée et le système de ventilation et de chauffage modifié pour être plus efficace dans les pays nordiques où le camion Fiat 682 était largement exporté comme en Afrique où il sera baptisé "le Roi d'Afrique". On notera également que le logo Fiat porte toujours la mention "Costruzione SPA" du nom de la société rachetée en 1925 et qui devint la division véhicules industriels du groupe italien et le restera jusqu'à la création d'IVECO en 1975. Par contre, le support du logo est fixe et ce n'est plus la trappe d'accès au bouchon du radiateur.
Une cabine courte a été introduite pour les modèles petit porteurs : 645, 650, et 662.
- la 3e génération (1965 - 1974)

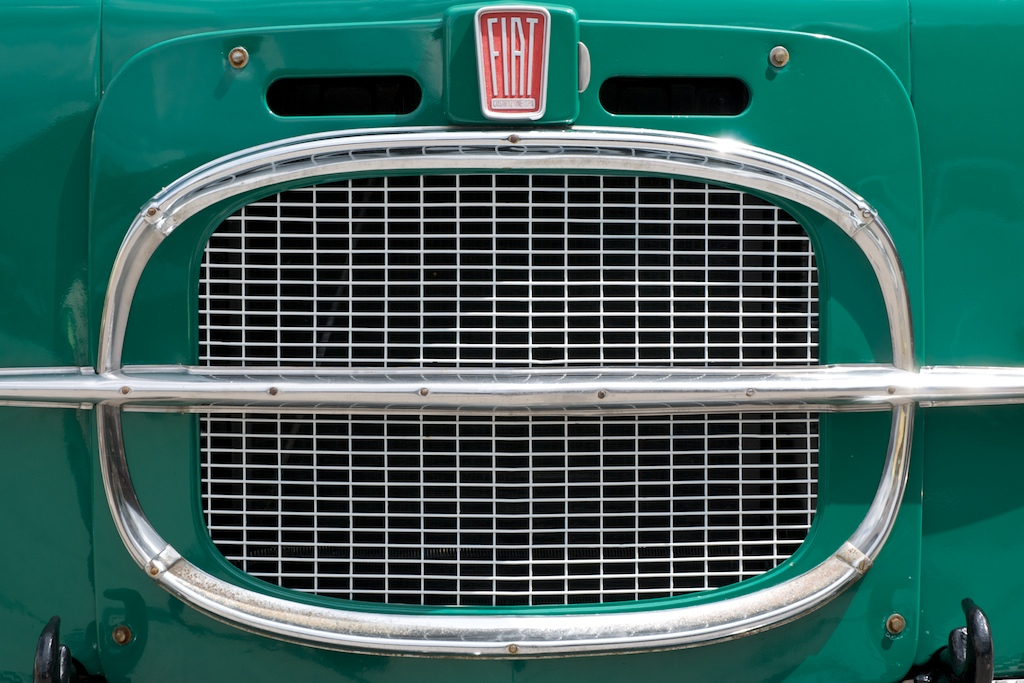
Calandre "Baffo" avec le logo FIAT Costruzione SPA

En 1965, une nouvelle version de la cabine pour la gamme lourde est apparue spécialement destinée au nouveau Fiat 619 puis en 1967, au Fiat 683, deux modèles créés spécifiquement pour les marchés d'exportation d'Europe du Nord et fabriqués essentiellement en Belgique par Fiat Van-Hool. La seule différence avec la cabine de seconde génération était la position des phares avant qui étaient rectangulaires et montés dans le pare-chocs. Les clignotants étaient rectangulaires également.
En 1960, une nouvelle cabine plus ronde fit son apparition sur les gammes petit et moyen porteur, baptisée cabine "américaine" car destinée à l'origine aux modèles fabriqués en Amérique du Sud. En 1970, Fiat lança une nouvelle cabine très carrée, baptisée cabine "H" qui sera adoptée à partir de 1975 sur toute la gamme IVECO.

## Liste des modèles ayant reçu les cabines «baffo»
- 1re génération :
  - Fiat 639N
  - Fiat 682N/T
  - Fiat 642N
  - Fiat 671N/T
  - Fiat 645N
  - Fiat 690N/T

- 2e génération :
  - Fiat 639N3
  - Fiat 682N/T3
  - Fiat 643N
  - Fiat 671N2
  - Fiat 645N
  - Fiat 690N/T2
  - Fiat 650N
  - Fiat 662N
  - Fiat 693N/T

- 3e génération :
  - Fiat 619N/T
  - Fiat 683N/T